# Edgware Road
Edgware Road er en vej i London, som udgør første del af hovedvejen A5. Den går nordvestover fra Marble Arch, gennem Maida Vale, Kilburn og Cricklewood. Lige før West Hendon møder den North Circular Road ved Brent Cross. Den fortsætter så nordover gennem The Hyde, Colindale, Burnt Oak og når tilslut Edgware. 
Den sydlige halvdel af vejen udgør London Inner Ring Road, og er en del af grænsen til zonen for Londons trafikafgift. Langs nogle dele af strækningen går den under andre navne, som Kilburn High Road, Cricklewood Broadway og West Hendon Broadway. 
I 1711 blev vejen oprustet mellem Edgware og Kilburn, blandt andet med flere værtshuse som fungerede som stoppe- og hvilesteder for trafikken. Flere af disse er bevaret langs vejen.
Den sydligste del af vejen, mellem Marble Arch og Marylebone Road, har mange arabiske butikker og spisesteder, noget som reflekterer befolkningssammensætningen i området. 
Edgware Road er næsten helt lige hele strækningen, noget som skyldes at den har sin oprindelse i den romerske vej Watling Street.
Det ligger tre undergrundsstationer langs vejen:
- Marble Arch Station
- Edgware Road Station (Circle, District og Hammersmith & City lines)
- Edgware Road Station (Bakerloo line)